# Spiophanes bombyx

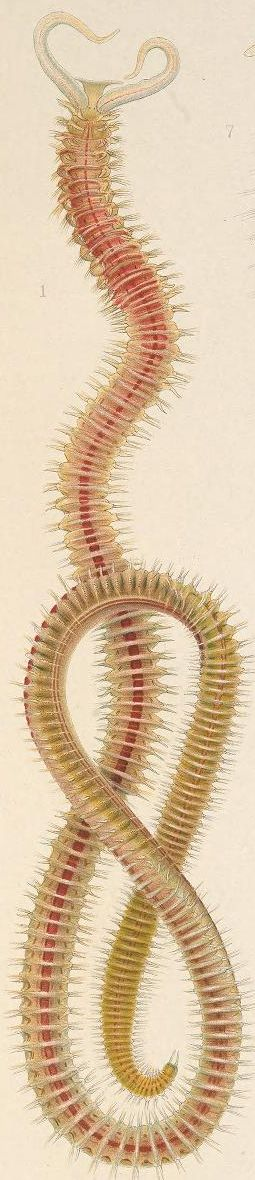
Spiophanes bombyx. A monograph of the British marine annelids, 1915.

Spiophanes bombyx (ursprüngliche Name Spio bombyx) ist ein Ringelwurm aus der Familie der Spionidae innerhalb der Klasse der Vielborster (Polychaeten), der als Kosmopolit in Meeren weltweit anzutreffen ist.

## Merkmale
Der zylindrische, vorn breite und abgeflachte, rosafarbene, hinten weinrote bis grüne Körper von Spiophanes bombyx erreicht eine Körperlänge von bis zu 6 cm bei einer Anzahl von 180 Segmenten. Das dreieckige Prostomium trägt vorn Hörner und hinten eine breite, kurze Karunkel. Zwei Paar Augen können vorhanden sein oder auch fehlen, während eine Mittelantenne stets fehlt. Die langen Palpen können bis zum 10. Segment reichen, brechen aber leicht ab. Die cirrenförmigen Lappen hinter den Borsten der Notopodien sind vom 3. oder 4. Segment an über ein Wimpernband verbunden. Die Lappen hinter den Borsten der Neuropodien sind an den vier vorderen Segmenten groß und dreieckig, an den folgenden Segmenten dagegen kleiner und breit gerundet. Das erste Neuropodium trägt 1 bis 3 große, stark gebeugte Stacheln. An sämtlichen Parapodien sitzen kapillarförmige Borsten. Vom 15. bis 16. Neuropodium an gibt es auch zweizähnige Hoken mit Haube sowie einen stark gebeugten Stachel. Vom 5. bis zum 15. Segment befinden sich mehr oder weniger stark entwickelte Drüsenbereiche mit dünne, sich verjüngenden Borsten. Das Pygidium trägt zwei fadenförmige Cirren.

## Verbreitung
Spiophanes bombyx kommt als Kosmopolit im Arktischen Ozean, gesamten Atlantischen Ozean, der Nordsee bis zum Öresund, dem Ärmelkanal, dem Mittelmeer, dem gesamten Pazifischen Ozean und der Subantarktis vor. Im östlichen Teil der Deutschen Bucht ist er mit 28 % aller Vielborster-Individuen deren häufigste Art.

## Lebensraum und Lebensweise
Spiophanes bombyx lebt auf Sand, seltener auf schlammigen oder gemischten Sedimentböden von der Uferzone bis in etwa 1000 m Meerestiefe. Der Ringelwurm baut sich Y-förmige Wohnröhren aus Sand, den er mit Schleim zusammenklebt. Er ernährt sich von Detrituspartikeln und Kleinstlebewesen, die er mit seinen Palpen sowohl von der Substratoberfläche als auch aus der Wasserströmung einsammeln kann. Die Nahrungspartikel werden zunächst in der Wimpernrinne der Palpen gesammelt, bevor sie durch Wimperntätigkeit zum Mund befördert werden.

## Entwicklungszyklus
Spiophanes bombyx ist getrenntgeschlechtlich. Die Gameten werden ins freie Wasser entlassen, wo die Befruchtung stattfindet. Die Trochophora-Larven werden in der Nordsee zwischen Mai und Juli häufig und erreichen in einem Stadium mit 13 borstentragenden Segmenten eine Länge von etwa 1 mm. Es gibt eine längere Phase als Zooplankton, die mit dem Herabsinken auf den Meeresboden und der Metamorphose zum kriechenden Wurm endet.